# Sebastiansquelle
Koordinaten: 49° 5′ 1,4″ N, 11° 37′ 46,4″ O
Die Sebastiansquelle ist eine Heilquelle in Breitenbrunn in der Oberpfalz.

## Beschreibung

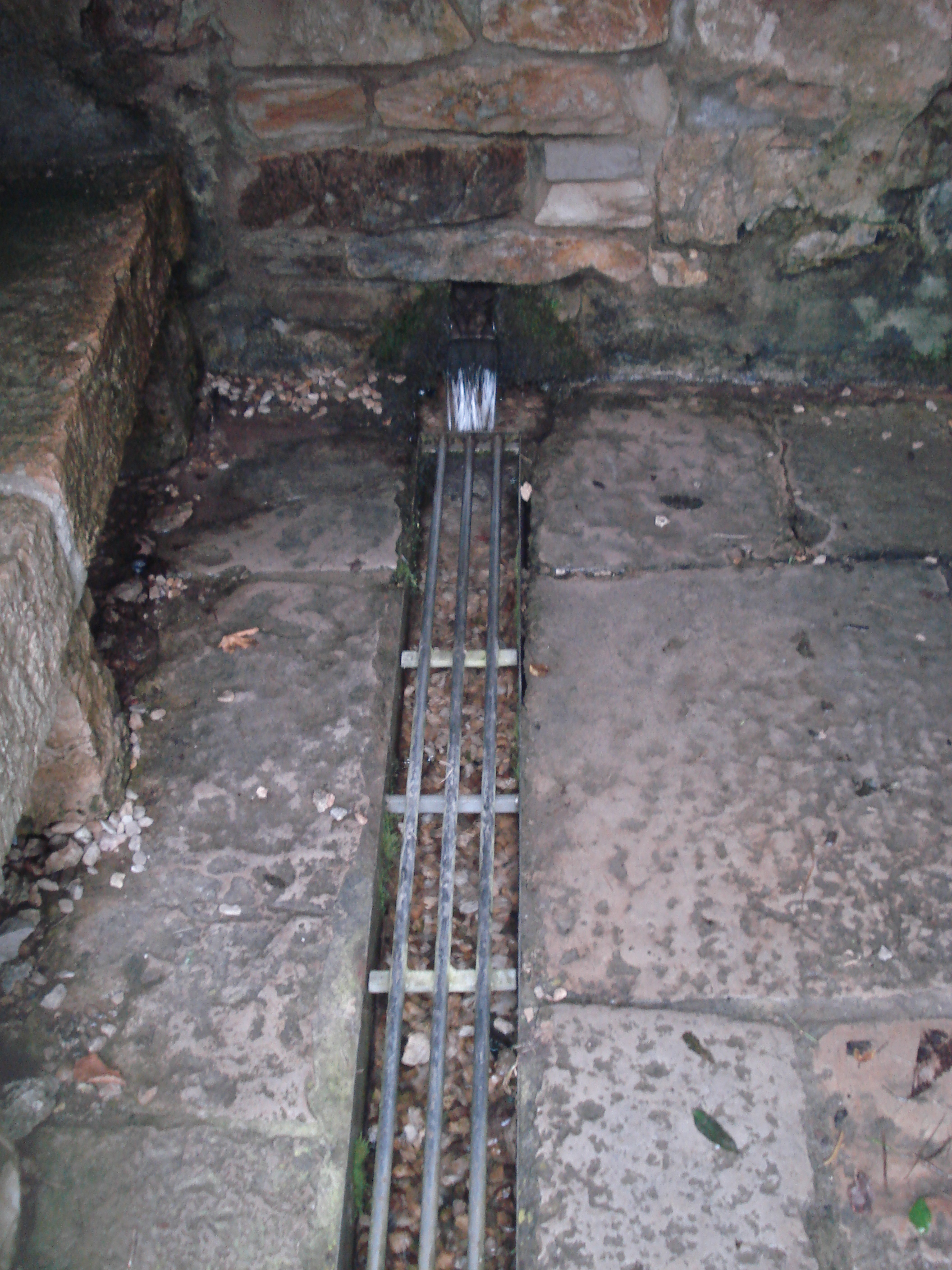
Quellaustritt

Die Sebastiansquelle liegt am östlichen Ortsrand von Breitenbrunn, unterhalb des Felsens, auf dem die barocke Wallfahrtskirche St. Sebastian steht. Die Quelle ist in einem begehbaren Haus eingefasst. Der abfließende Bach wird in einem aufgestauten Becken zum Wassertreten genutzt und mündet nach etwa 180 m in die Bachhaupter Laber. Dem Quellwasser wird eine heilkraftige Wirkung nachgesagt, da es im Jahr 1672, so glaubt man, die Ursache für die plötzliche Genesung der tödlich kranken Türmersfrau war.
Diese ließ, nach der zweiten Heilung eines Fußleidens im Jahr 1691, zu Ehren des heiligen Sebastian das Quellhaus errichten. Viele Wallfahrer trinken auch heute noch das Wasser der Sebastiansquelle, im Glauben an Schutz vor Krankheiten.